# Pista di Misurina
La pista di Misurina fu un impianto sportivo temporaneo di Auronzo di Cadore (Provincia di Belluno), realizzato sulla superficie ghiacciata dell'onomimo lago, per i VII Giochi olimpici invernali disputati nel 1956 a Cortina d'Ampezzo. L'impianto, unico fuori dai confini comunali di Cortina, ospitò gli eventi di pattinaggio di velocità.